# Bitwa pod Pyzdrami (1863)
Bitwa pod Pyzdrami – zwycięska bitwa powstańców styczniowych stoczona 29 kwietnia 1863 roku w okolicach Pyzdr przez oddział powstańczy pod dowództwem pułkownika Edmunda Taczanowskiego z armią Imperium Rosyjskiego.

## Geneza
W 1863, gdy wybuchło powstanie styczniowe okolice Wielkiego Księstwa Poznańskiego znajdowały się pod zaborem rosyjskim. Nie było ono terenem zbrojnym dla powstania, miało jednak istotny wpływ na przebieg wydarzeń dostarczając ochotników, broni, pieniędzy, umundurowania, sprzętu i lekarstw oraz ochotników do walki i znaczną część kadry dowódczej. Na tym terenie działał płk. Edmund Taczanowski mieszkający w Woli Książęcej (7 km na wschód od Jarocina), który zająwszy 17 kwietnia Pyzdry, rozrobił straż nadgraniczną w różnych punktach, wcielając jej część do szeregów powstańczych. Szefem sztabu mianował Michała Strzeleckiego (majora austriackiego, uczestnika powstania krakowskiego w 1846 i walk na Węgrzech w 1849).

## Przebieg
28 kwietnia wieczorem, Taczanowski dowiedział się, że Rosjanie szykują atak na niego od strony Konina. Postanowiwszy przyjąć bitwę, posłał natychmiast po oddział, znajdujący się w Ratajach pod dowództwem Émila Faucheuxa. Tenże przybył na czele około 300 ludzi około godz. 3 z rana, cała kolumna wyruszyła o godz. 4 z Pyzdr i zajęła stanowisko ok. 20 km od Wrześni. Od godziny 7 do 15 Polacy skutecznie opierali się naporowi silniejszego przeciwnika. Po ośmiogodzinnym ogniowym boju rozstrzygnął walkę atak kosynierów. Rosjanie natychmiast w nieładzie zaczęli się wycofywać i zostawili plac boju. Zwycięska bitwa przysporzyła pułkownikowi Taczanowskiemu (awansowanemu wkrótce na generała) znacznej popularności. Zdawał on jednak sobie sprawę, że Rosjanie zgromadzą większe siły i ponowią atak na Pyzdry, wyruszył więc niezwłocznie w stronę Chocza, gdzie 1 maja koło folwarku Olesiec pokonano podjazd rosyjski. Następne starcie wygrane przez Polaków rozegrało się pod Rychwałem, tym razem z oddziałem gen. Brunnera, a 6 maja powstańcy musieli bronić Koła, przed ścigającymi ich Rosjanami. Parę dni później Polacy przegrali walkę pod Ignacewem.

## Upamiętnienie
W 2023 roku wydany został tomik wierszy Tomasza Jankowskiego pt.: „W krwawym polu srebrne ptaszę”. Autor opisał w nim m.in. dzieje powstania styczniowego na Ziemi Konińskiej. Jeden z wierszy, o nazwie: „Bitwa pod Pyzdrami - 29.04.1863 r.”, poświęcił tytułowej bitwie.

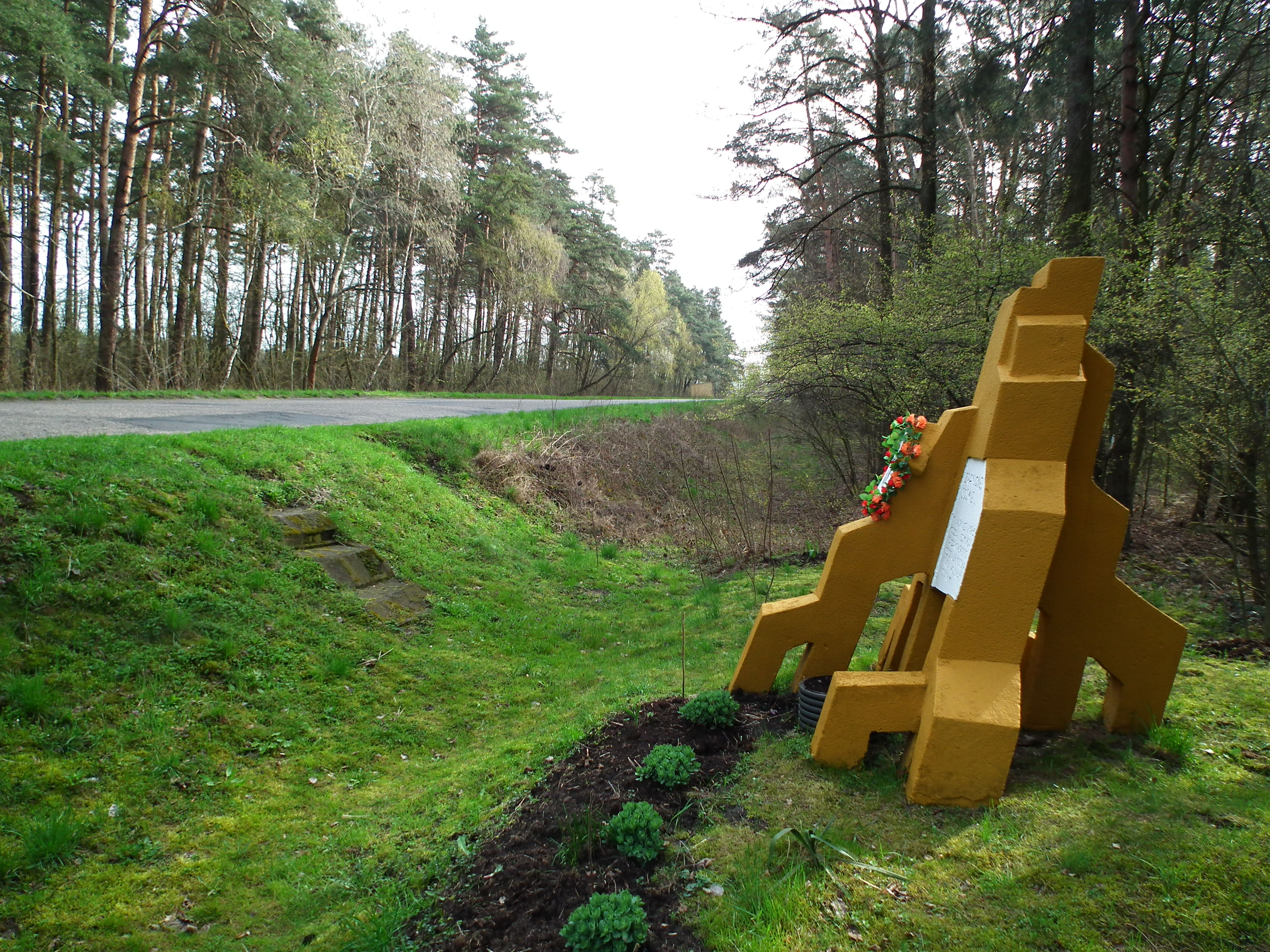
Pomnik Zranionej sośnie w miejscu bitwy